# Вейхеровский повет
Вейхеровский повят (пол. Powiat wejherowski, кашуб. Wejrowsczi kréz) — повят (район) в Польше, входит как административная единица в Поморское воеводство. Центр повята — город Вейхерово. Занимает площадь 1279,84 км². Население — 208 572 человека (на 30 июня 2015 года).

## Административное деление
- города: Реда, Румя, Вейхерово
- городские гмины: Реда, Румя, Вейхерово
- сельские гмины: Гмина Хочево, Гмина Гневино, Гмина Линя, Гмина Люзино, Гмина Ленчице, Гмина Шемуд, Гмина Вейхерово

## Демография
Население повята дано на 30 июня 2015 года.
| Перепись            | Всего   | Мужчины | Женщины |
| ------------------- | ------- | ------- | ------- |
|                     | чел.    | чел.    | чел.    |
| Всего               | 208 572 | 103 351 | 105 221 |
| Городское население | 121 838 | 59 397  | 62 441  |
| Сельское население  | 86 734  | 43 954  | 42 780  |